# Camopi
Camopi è un comune francese situato nella Guyana francese.
Nel territorio del comune si eleva il Monte Saint-Marcel, alto 635 m.